# 카라 시오볼드
카라 시오볼드(Cara Theobold, 1990년 1월 25일 ~ )는 잉글랜드의 배우이다. 드라마 《다운튼 애비》의 아이비 스튜 역과 게임 오버워치의 캐릭터 트레이서의 성우로 유명하다.

## 출연 작품
- 이비자 언데드 - 엘리 역